# Triteleia augusta
Triteleia augusta är en stekelart som först beskrevs av Dodd 1915. Triteleia augusta ingår i släktet Triteleia, och familjen Scelionidae. Inga underarter finns listade i Catalogue of Life.